# Songs for Survival
Songs for Survival - Bruce Parry presents Amazon-Tribe-Songs for Survival es un doble CD editado por Kensaltown Records a beneficio de los pueblos indígenas. 

## Historia
El álbum fue producido a beneficio de Survival International, la organización en defensa de los de derechos de los pueblos indígenas. Los temas del álbum tratan del Río Amazonas y de otras zonas donde habitan indígenas aislados. Estos temas aparecen en la serie de televisión Tribe y Amazon de Bruce Parry. Toda la música del álbum fue compuesta especialmente para este proyecto. Muchas de las canciones contienen muestras grabadas por Bruce Parry cuando vivía en las comunidades indígenas. La primera canción del álbum del grupo Apparatijk se utilizó para los títulos de crédito de la serie Amazon.
El álbum ya ha recaudado más de 37.000 euros.
El álbum fue compilado por Molly Oldfield, la hija del músico Mike Oldfield. Junto con Bruce Parry grabó muestras de todos los pueblos indígenas de la serie y las mandó a todos los músicos involucrados en el proyecto. Cada uno eligió su muestra preferida para componer una canción. Otros músicos prefrieron componer una canción sin utilizar las muestras, pero todas están inspiradas por los problemas a los que se enfrentan las comunidades indígenas en todo el mundo. La primera canción que recibió fue de Hot Chip (Molly estudió con Joe Goddard en la Universidad de Oxford). Había utilizado la muestra de los babongo de Gabón, África. La canción “Song for Survival” de Mike Oldfield se compuso en 2007. Utilizó la muestra de los isleños de anuta cantando en la iglesia. Fue la segunda canción que recibió Molly para el proyecto. 

## Apparatjik
“Ferreting”, el tema del Amazonas, es de Apparatijk, un supergrupo compuesto de Guy Berryman, Magne Furuholmen, Jonas Bjerre (de Coldplay, a-ha y Mew) y Martin Terefe.

## Lista de canciones

### Amazon
1. Apparatjik - "Ferreting" (4:49)
2. Dawn Kinnard - "Love is My New Drug" (3:17)
3. will.i.am feat. the Babongo tribe - "One People" (2:50)
4. KT Tunstall - "The Hidden Heart" (4:23)
5. Jason Mraz & Brett Dennen - "Long Road to Forgiveness" (4:11)
6. Jeremy Warmsley ft. Mystery Jets & Adem - "Grains of Sand" (4:00)
7. Tom Baxter - "Make a Stand" (3:33)
8. Johnny Borrell feat. the Suri tribe - "Carrikfergus" (3:35)
9. Skin/Robot Club feat. the Adi tribe - "Simmer Down" (4:04)
10. Yusuf Islam - "Edge of Existence" (4:17)

### Tribe
(Canciones que utilizan muestras grabadas por Bruce Parry durante sus viajes)
1. Joe Goddard feat. the Babongo tribe (Hot Chip Remix) - "Babongo Tribe Remix" (6:04)
2. Adam Freeland feat. the Suri tribe - "KIN" (5:00)
3. Hybrid feat. the Suri tribe - "Komuru" (5:55)
4. Roger Sánchez feat. The Adi Tribe – "Noneya" (7:51)
5. The Egg ft Various tribes - "Trails and Tribulations" (5:11)
6. The Go! Team feat. the Babongo tribe - "Templates from Home" (3:10)
7. The Ruby Suns feat. the Penan tribe - "Don't Touch the Dusty Fruit" (3:50)
8. Blue States feat. the Kombai tribe - "Hello Kombai" (4:04)
9. Way Out West feat. the Babongo tribe - "Evelina" (4:27)
10. Mike Oldfield feat. the Anuta tribe - "Song for Survival" (4:04)